# Amphisbaena innocens
Amphisbaena innocens là một loài bò sát trong họ Amphisbaenidae. Loài này được Weinland mô tả khoa học đầu tiên năm 1862.